# 디지털 디톡스

디지털 디톡스는 스마트폰 등 디지털 기기가 없는 시간을 말한다.

디지털 디톡스(Digital detox)는 개인이 스마트폰, 컴퓨터, 소셜 미디어 플랫폼과 같은 디지털 장치 사용을 자발적으로 자제하는 기간이다. 이러한 형태의 해독은 개인이 디지털 장치와 인터넷에 소비하는 시간이 증가함에 따라 인기를 얻었다.

## 배경
딜로이트가 2015년에 실시한 설문 조사에 따르면 스마트폰 사용자의 약 59%가 잠들기 전 5분과 기상 후 30분 이내에 소셜 미디어 플랫폼을 확인하는 것으로 나타났다.

## 동기
디지털 디톡스를 시작하려는 동기는 다음과 같다.
- 일부 사람들이 인터넷 중독 장애로 식별하는 중독성 행동 발달에 대한 우려
- 과도한 기술 사용으로 인한 스트레스와 불안을 줄이는 것을 목표로 함
- 오프라인 사회적 상호 작용 및 활동에 다시 초점을 맞춘다.
- 자연과 다시 연결
- 마음챙김 증가
- 방해 요소를 줄이고 멀티 태스킹을 제거하여 학습 능력을 향상시킨다.

## 같이 보기
- 디지털 미디어 사용과 정신건강